# Хачатуров Карен Єрвандович
Карен Єрвандович Хачатуров (14 березня 1960 — 29 листопада 2012) — капітан I рангу ВМС Збройних сил України.

## Життєпис
Народився 14 березня 1960 року в місті Кримськ Краснодарського краю. Закінчив Каспійське вище військово-морське училище імені Кірова.
Служив в Севастополі і в Новоозерному. З 1994 по 1997 роки — командир великого розвідувального корабля проєкту 12884 «Славутич» (корабель управління ВМС України).
З жовтня 2003 року — начальник Західної військово-морської бази України (Одеса).
29 листопада 2012 року — Карен Хачатуров з підлеглими повертався з Севастополя, де проходила нарада керівництва Військово-морських сил України. У районі 1:20 біля села Федорівка Березанського району Миколаївської області в ВАЗ-2107 врізалася вантажівка «Мерседес». Усі військовослужбовці — водій (старшина 2-ї статті, контрактник) і троє пасажирів-офіцерів — померли на місці.